# شهرستان گالیکش

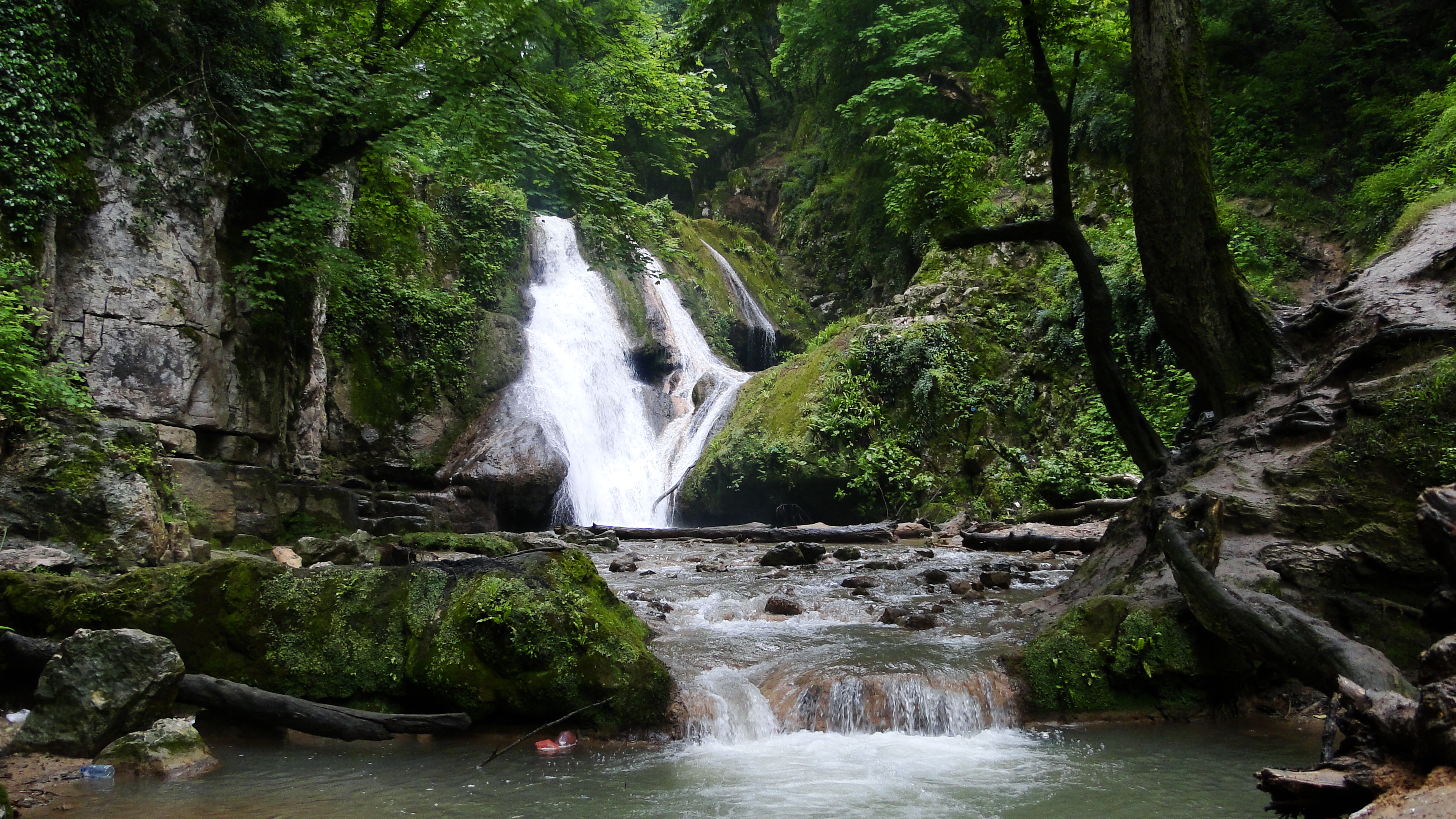
آبشار لوه شهرستان گالیکش

شهرستان گالیکش یکی از شهرستان‌های استان گلستان واقع در شمال ایران است. شهرستان گالیکش در سال ۱۳۸۹ تأسیس شده‌است. مرکز این شهرستان، شهر گالیکش است.
شهرستان گالیکش سابقاً یکی از بخش‌های شهرستان مینودشت در استان گلستان بود. که در سال ۱۳۸۹ به شهرستانی مستقل ارتقاء یافت. این شهرستان در حد فاصل بین شهر مینودشت و کلاله در جاده ترانزیت مازندران-خراسان، در استان گلستان واقع شده‌است. بخشی از پارک ملی گلستان و آبشار لوه در این شهرستان قرار دارد. مرکز این شهرستان شهر گالیکش است.

## جمعیت
جمعیت شهرستان گالیکش طبق سرشماری عمومی نفوس و مسکن در سال ۱۳۹۰، برابر با ۵۹٬۹۷۵ نفر بوده‌است.

## تقسیمات کشوری
شهرستان گالیکش شامل ۲ بخش و ۴ دهستان و به نامهای زیر است:
- بخش مرکزی
  - دهستان نیلکوه (مرکز دهستان: فارسیان)
  - دهستان ینقاق (مرکز دهستان: ینقاق)

شهرها: گالیکش
- بخش لوه
  - دهستان گلستان (گالیکش) (مرکز دهستان: تنگراه)
  - دهستان قراولان (مرکز دهستان: آق قمیش)

شهرها: صادق‌آباد